# Democrats for Life
Democrats for Life of America (DFLA, Démocrates pour la vie) est un mouvement politique aux États-Unis qui cherche à convaincre la gauche politique, et en premier lieu le Parti démocrate américain, d'adopter des positions pro-vie en défendant le « respect de la vie, du début de la vie jusqu'à la mort naturelle ». Cela implique selon ce mouvement l'opposition à l'avortement, à l'euthanasie et à la peine de mort. La position de DFLA sur l'avortement est à l'opposé de celle actuellement professée par le Parti démocrate, qui est favorable à ce que l'avortement demeure légal.

## Inspiration et arguments du DFLA

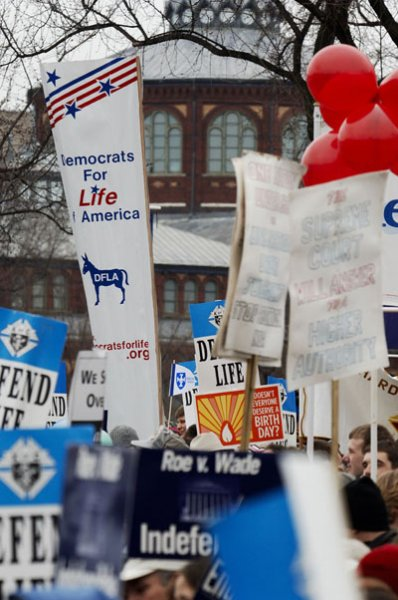
Une pancarte de Democrats for Life à la Marche pour la vie de Washington, D.C., en 2006.

De nombreux membres des Démocrates pour la vie s'inspirent du concept d'« éthique cohérente de vie » (Consistent Life Ethic), initié par le cardinal Joseph Bernardin, alors archevêque de Chicago. Selon ce concept, l'opposition à l'avortement et à la peine de mort font partie d'un tout incluant une variété d'autres questions économiques et sociales.
Démocrates pour la vie estime que le Parti démocrate a souffert électoralement de sa position pro-choix, notamment parmi les électeurs catholiques. Selon un sondage de 2003, 43 % des Démocrates étaient d'accord avec l'affirmation selon laquelle un avortement « détruit une vie humaine et est un homicide ».

## Historique
Dans les années 1960 et 1970, de nombreux Démocrates de premier plan étaient pro-vie, dont les candidats à la présidence et à la vice-présidence Hubert Humphrey et Sargent Shriver. Dans les années 1980, l'influence des pro-vie a décliné au sein du parti, déclin marqué par l'interdiction faite au gouverneur de Pennsylvanie, Robert Casey, de s'adresser à la convention du parti en 1992.
Democrats for Life est créé en 1999 pour coordonner à l'échelle nationale les efforts des Démocrates pro-vie. Lors des élections, l'association ne soutient que des candidats Démocrates pro-vie, et n'a donc par exemple soutenu aucun candidat à l'élection présidentielle de 2004.

## Revendications
L'association estime qu'un terrain d'entente est possible avec les Démocrates pro-choix pour mettre en mesure des mesures sociales qui feraient décroître le nombre d'avortements.
La mesure-phare défendue par Democrats for Life est la Pregnant Women Support Act, une proposition de loi déposée à la Chambre des Représentants en 2006. Cette proposition de loi met l'accent sur des mesures de soutien et d'information des femmes enceintes et d'encouragement de l'adoption comme alternative à l'avortement. Elle a notamment reçu le soutien de la conférence des évêques catholiques américains, du sénateur Bob Casey Jr et de l'acteur Martin Sheen.